# Kadua lucei
Kadua lucei là một loài thực vật có hoa trong họ Thiến thảo. Loài này được (Lorence & J.Florence) W.L.Wagner & Lorence mô tả khoa học đầu tiên năm 2005.